# Hårleby
Hårleby är en ort i Stala socken i Orusts kommun i Bohuslän. Den klassades av SCB som en småort vid avgränsningen år 1990 och hade då 56 invånare på 12 hektar.
Förr fanns bland annat BB. 
1963 fanns Försäkringskassan för Orust i Hårleby, öns enda Apotek samt Provinsialläkarmottagningen för Östra Orust kommun. För Morlanda kommun fanns en mottagning i Ellös. Distriktssköterkemottagning och barnmorska fanns också. Alla verksamheter i separata byggnader. Läkarstationen och Apoteket låg mitt emot varandra på samma tomt med gemensam brunn. Bemanningen var enläkarstationer men endast den i Hårleby (Horleby) var bemannad så dit kom man från hela ön och tillhörande öar och från Tjörn varannan helg. Det sas att kommunerna aldrig kunde komma överens om någonting och Ellös tävlade med Henån om att vara centralort därför hamnade läkarstationen i Hårleby och inte i Henån så att alla skulle ha ”lika långt” till doktorn. Efter att senare en tid varit placerad i Stenungssund byggdes en flerläkarstation i Henån som ansvarade för hela ön.